# Pedrocortesella subula
Pedrocortesella subula är en kvalsterart som beskrevs av Hunt 1996. Pedrocortesella subula ingår i släktet Pedrocortesella och familjen Licnodamaeidae. Inga underarter finns listade i Catalogue of Life.